# Římskokatolická farnost Žumberk
Římskokatolická farnost Žumberk je církevní správní jednotka a jedno z 28 společenství římských katolíků chrudimského vikariátu. Centrem farnosti je kostel Všech svatých v Žumberku, území je administrováno excurrendo ze Slatiňan P. ThLic. Bogusławem Piotrem Partykou.
Území farnosti leží v centru chrudimského vikariátu, obklopeno (od severu ve směru hodin) farnostmi Hrochův Týnec, Chrast u Chrudimě, Vrbatův Kostelec, Včelákov, Nasavrky, Licibořice, Slatiňany a Chrudim.

## Historie farnosti
Kostel v Žumberku se připomíná v roce 1350 jako farní, v 16. a 17. století byla farnost v držení evangelických duchovních. Po bitvě na Bílé hoře byl Žumberk filiálkou farnosti ve Slatiňanech, v roce 1662 zde byla obnovená lokálie, jejímž prvním administrátorem byl Polák Jiří Kolatecký, prvním farářem, který si postavil i dřevěnou faru, byl Mauric Spilka. K úřednímu povýšení lokálie na farnost došlo až v roce 1682, nadáním Marie Maxmiliany Zárubové z Lisova a jejího syna Františka Antonína, listem schváleným pražským arcibiskupem dne 19. září 1682.
| Kostel                     | Obrázek | Místo    | Bohoslužba                     | Bohoslužba                     | Poznámka        |
| -------------------------- | ------- | -------- | ------------------------------ | ------------------------------ | --------------- |
| Kostel svatého Bartoloměje |         | Bítovany | při pouti a posvícení od 14.00 | při pouti a posvícení od 14.00 | filiální kostel |
| Kostel svaté Anny          |         | Smrček   | při pouti a posvícení od 14.00 | při pouti a posvícení od 14.00 | filiální kostel |
| Kostel Všech svatých       |         | Žumberk  | neděle                         | 08.00                          | farní kostel    |